# Švyturys Arena
Švyturys Arena (także Švyturio Arena) – hala sportowa w Kłajpedzie, na Litwie. Podczas meczów koszykówki, hala może pomieścić 5486 osób, a na koncertach 7450 osób.
Podczas Mistrzostw Europy w koszykówce w 2011 roku, na hali rozegrano spotkania grupy B.